# Edward Appleton
Edward Victor Appleton (Bradford, 6 de septiembre de 1892 - Edimburgo, 21 de abril de 1965) fue un  físico inglés, premio Nobel de física en 1947 por sus contribuciones al conocimiento de la ionosfera, que condujeron al desarrollo del radar.

## Biografía
Appleton nació en Bradford, West Riding de Yorkshire, hijo de Peter Appleton, un almacenista, y Mary Wilcock, y fue educado en la Hanson Grammar School.
En 1911, a los 18 años, recibió una beca para asistir al Saint John's College (Cambridge), donde se graduó con honores de primera clase en Ciencias Naturales y Física en 1913. También fue miembro de la Logia Universitaria Isaac Newton.  En 1915 se casó con su primera esposa, Jessie Appleton (anteriormente Longson), con quien tuvo dos hijos. Tres años después de su muerte, se casó con Helen Lennie (m. 1965).
Durante la Primera Guerra Mundial se unió al Regimiento West Riding y más tarde fue transferido a los Ingenieros Reales. Después de volver del servicio activo en la Primera Guerra Mundial, ingresó en los Laboratorios Cavendish (1920) como ayudante en física experimental. Fue profesor de física en la universidad de Londres (1924-1936) y profesor de filosofía natural en la universidad de Cambridge (1936-1939). Fue galardonado en 1933 con la medalla Hughes, concedida por la Royal Society «por sus investigaciones sobre el efecto de la capa de Heaviside en la transmisión de señales inalámbricas».
A partir de 1939 a 1949 fue secretario del Department of Scientific and Industrial Research.
Miembro honorable en 1941, recibió el premio Nobel en 1947 en física por sus contribuciones al conocimiento de la ionosfera, que condujo al desarrollo del radar.
Desde 1949 hasta su fallecimiento en 1965, Appleton fue rector y vicerrector de la Universidad de Edimburgo.  Desde 1960, participó en los planes de la Universidad para un Área de Desarrollo Integral (CDA), que habría demolido 51 hectáreas del histórico sur de Edimburgo, lo que habría provocado la pérdida de numerosas viviendas y negocios. Este proyecto, liderado por la Universidad, deterioró la zona durante una década antes de ser abandonado a mediados de la década de 1970. Un estudio reciente describe a Appleton como un megalómano en su afán por llevar a cabo estos planes.
En 1956, la BBC lo invitó a impartir las Conferencias Reith anuales. A lo largo de una serie de seis emisiones de radio, tituladas «Ciencia y la Nación» , exploró las múltiples facetas de la actividad científica en Gran Bretaña en aquel momento.
Sir Edward falleció el 21 de abril de 1965 en Edimburgo y está enterrado en el cementerio Morningside de Edimburgo con su esposa Helen Lennie (f. 1983). La tumba se encuentra en el extremo oeste, cerca de las nuevas viviendas al noroeste.

## Su trabajo sobre la ionósfera
Por muchos años se había postulado que ores de la atmósfera. Marconi había podido hacer sus transmisiones transatlánticas históricas; para lograr esto las señales debían de ser "dobladas" (refractadas) para alcanzar su destino. En 1902, Oliver Heaviside y Arthur Edwin Kennelly propusieron independientemente la existencia de una capa conductora que reflejaría señales de radio. En su trabajo, Appleton había observado que la fuerza de las señales de radio de un transmisor a determinada frecuencia, disminuían al recorrer una trayectoria de cientos de kilómetros, o como que eran constantes durante el día pero variaban durante la noche. Esto lo condujo a creer que era posible que se recibieran dos señales de radio. Una viajaba a lo largo de la tierra, y otra era reflejada por una capa en la atmósfera superior. La variación en la fuerza de la señal de radio total fue el resultado del patrón de interferencia de las dos señales. Para probar su teoría, Appleton utilizó el transmisor de difusión de la radio British Broadcasting Corporation (BBC) en Bournemouth, Inglaterra. Este transmitió una señal hacia las capas superiores de la atmósfera. Luego recibió las señales de radio cerca de Cambridge, probando que se habían reflejado. Haciendo un cambio periódico a la frecuencia de la señal de radio de la difusión, pudo medir cuanto tiempo le tomaba a las señales viajar a las capas en la atmósfera superior y volver. De esta manera podía calcular que la altura de la capa de reflejo era 96.6 km sobre la tierra.

## Premios y reconocimientos
Premios recibidos:
- Miembro de la Royal Society (1927)[12]
- Miembro Honorario Extranjero de la Academia Estadounidense de las Artes y las Ciencias (1936)
- Premio Nobel de Física (1947)
- Medalla Faraday
- Medalla Hughes
- Medalla Real
- Medalla Chree

Otros reconocimientos:
- En 1974, el centro de investigación de la radio y del espacio fue renombrado como "el laboratorio de Appleton" en honor al hombre que había hecho tanto para establecer al Reino Unido como fuerza principal en la investigación ionosférica, y había estado implicado con la estación primero como investigador y luego como secretario de la corporación, el "departamento de la investigación científica e industrial". Su nombre se perpetúa hoy en el laboratorio de Rutherford Appleton.
- La Medalla Charles Chree, fue renombrada como la Medalla y premios Edward Appleton del Instituto de Física.[13]
- Suite Appleton en las oficinas del Registro Civil de Bradford.
- Torre Appleton en la Universidad de Edimburgo.
- Edificio de Ciencias Appleton en Bradford College.[14]
- Appleton Academy, una escuela en el área de Wyke de la ciudad de Bradford.
- El cráter lunar Appleton lleva este nombre en su honor.[15]
- Capa Appleton, que es la capa ionizada atmosférica superior por encima de la capa E.
- Conferencia anual Appleton[16] en la Institución de Ingeniería y Tecnología.